# Rens Newland
Rens Newland (* 18. September 1953 in Amersfoort als Rens Nieuwland) ist ein niederländischer Musiker (Gitarre), der vor allem in Österreich tätig ist. Stilistisch bewegt er sich im Bereich Jazz, Fusion und Funk.

## Werdegang
Newland beteiligte sich als Gitarrist zuerst an verschiedenen niederländischen Fusionbands, unter anderem Scope. Scope waren in Deutschland auf Tour und produzierten dort zwei Langspielplatten, die in die Jazz Charts der Billboard Charts kamen.
1977 zog Newland nach Wien um und nahm eine Stelle bei der ORF-Big Band und dem Erich Kleinschuster Sextett an. 1977 initiierte er mit „Electrio“ und „Newland“ seine ersten Soloprojekte. Die ORF Big Band wurde 1981 aufgelöst und Newland ging zur Gruppe „Ostinato“, wo er als Funk- und Jazzgitarrist auf vielen Club-Tourneen und Festivals in Österreich, Deutschland und der Schweiz spielte, Bläser-Arrangements schrieb und später zum stellvertretender Leiter zusammen mit Thomas Böröcz aufstieg. In dieser Zeit nahm Newland einige Langspielplatten auf und arbeitete mit Gina Charito zusammen.
Bis 1991 setzte Newland seine Zusammenarbeit mit dem Österreichischen Rundfunk als Musiker, Arrangeur und Produzent fort, beispielsweise mit dem Radio-Symphonieorchester Wien und dem Moonlight Orchestra.
1991 spielte Newland bei der Vienna Big Band Machine. Mit Martin Fuss und Hans Salomon gründete er das Label Jive Music. Ab 1993 war er an Karl „Bumi“ Fians Projekt „Enfant Terrible“ Projekt (mit Thomas Lang, Willi Langer und zunächst Woody Schabata) beteiligt (CD 1995).
Ab 1996 veröffentlichte Newland eigene Alben, zunächst 1996 „(About) Sexy Jazz“, bei dem er mit Uli Langthaler, Joris Dudli und Herwig Gradischnig zusammenspielte, im Folgejahr ein erstes Album mit akustischer Sologitarre. Newland stellte ein Septett mit dem Namen „Brassbabies & Rhythmkids“ zusammen, an dem unter anderem Werner Feldgrill, Thomas Kugi, Christian Maurer, Gerald Preinfalk mitwirkten, das ebenfalls auf CD dokumentiert ist.
Mit dem bei „Enfant Terrible“ einsteigenden Vibraphonisten Flip Philipp nahm er 1997 das Groove-Jazz-Projekt Yacuzu in Angriff, an dem verschiedene Solosänger wie Cedric, Peter Duke oder Jacqueline Patricio beteiligt waren. 1999 gab Newland hauptsächlich Live-Konzerte und nahm eine CD für sein Projekt „Rens Newland & fonky world“ auf, das aus einem Gitarrentrio und zwei Percussionisten, Stephan Maaß und Moses Afanyi, bestand. Dann gründete er Groove It und arbeitete mit Lionel Lodge.
Mit Lionel Lodge zusammen und später alleine als Gastsolist entstand ab 2001 eine enge und regelmäßige Zusammenarbeit mit der Ukrainischen Gruppe Braty Bluzu und nach 10-jähriger Pause wurde 2004 „Ostinato“ neugestartet, 2 Alben und viele Konzerte folgten.
Ab 2008 war Newland an einigen Musical- und Theaterproduktionen (Wien: Theater a/d Josefstadt, Kammerspiele, Volkstheater) als Gitarrist beteiligt (High School Musical, Catch Me If You Can, Xanadu, Flashdance, Grease, On Your Feet, 3 GroschenOper) und produzierte die Musik für eine Chorus Line Produktion.
Ab 2010 ist er als Musikalischer Leiter und Gitarrist für Maya Hakvoort und ihre Produktionsfirma tätig (Voices of Musical, A Christmas Eve, The Best of Musical).
Er trat weiterhin mit Richard Oesterreicher, Toots Thielemans, Clark Terry, Joe Zawinul, Kai Winding, Tony Lakatos, Harry Sokal, Michel Legrand und Wolfgang Puschnig, aber auch mit Lou Rawls, Edu Lobo, Harry Belafonte, Caterina Valente und Barry Manilow auf. Mehrere Jahre fungierte er auf Tourneen als musikalischer Leiter von Gloria Gaynor und The Supremes. Auch produzierte er Alben von Gina Charito, Willi Langer und Reuben Silverbird.

## Diskographische Hinweise
Alben als Leader und Gitarrist
- 1976 „SCOPE III - Fusion X-Treme“ (mit „Scope“ - digital Release 2014)
- 1996 (About) Sexy Jazz
- 1997 Manchildparty (mit „Brassbabies & Rhythmkids“)
- 1997 Acoustic Daydreams
- 1999 Fonk Is my Fate
- 2000 Coollikamoddafokka (mit „Yacuzu“)
- 2003 Move That Thing
- 2006 Freedom Street Parade
- 2009 AlgoRhythm (mit dem „GeeBeeDee Trio“)
- 2009 "The Bright Side Of Life' (mit den „Vienna Dixie Cats“)
- 2011 „The City That Never Sleeps“ (mit „Braty Bluzu“)
- 2011 „Groove Generation“ (mit der „Rens Newland Band“)
- 2018 „Listen to your Ears“ (mit „the Rens Newland Renew Qtet“)
- 2019 „Family Trax - 12 Dedications to my Tribe“
- 2020 „Tribe Trio Tracks“
- 2021 „Blues Indeed“ (mit Fuse Bluezz feat. Ric Toldon)

Alben als Co-Produzent/Co-Leader und Gitarrist
- 1974 „SCOPE“ (mit „Scope“ - Co-Leader Rik Elings) 2020 Reissue as CD!
- 1974 „SCOPE II“ (mit „Scope“ - Co-Leader Rik Elings) 2020 Reissue as CD!
- 1983 „Ostinato“ (mit „Ostinato“ - Co-Leader Tommy Böröcz)
- 1985 „Slowwalker“ (mit „Ostinato“ - Co-Leader Tommy Böröcz)
- 1990 „Pump Up The Horns“ (mit „Ostinato“ - Co-Leader Tommy Böröcz)
- 1993 „Modern Line Event“ (mit „Ostinato“ - Co-Leader Tommy Böröcz)
- 1995 „Freedom For Everybody“ (mit „Enfant Terrible“ - Co-Leader Bumi Fian)
- 1998 „Coollikamoddafokka“ (mit „Yacazu“ - Co-Leader Flip Philpp)
- 2001 „Lissatodashiddaplai“ (mit „Yacazu“ - Co-Leader Flip Philpp)
- 2002 „Sailing to the Sirens“ (Co-Leader Lionel Lodge)
- 2006 „Best Of Vinyl & Live“ (mit „Ostinato“ - Co-Leader Tommy Böröcz)
- 2007 „The Rock Quartet Live In Vienna“ (Co-Leader Lionel Lodge)
- 2010 „STILL FUNKY after all these years“ (mit „Ostinato“ - Co-Leader Tommy Böröcz)
- 2015 „Elegant Dualism“ (DUO mit Co-Leader Myroslav Levytsky)
- 2016 „Isn't That Jazz? Yes it Isn't!“ (mit „Ostinato“ - Co-Leader Tommy Böröcz)

Alben als Produzent/Leader und Gitarrist
- 1999 „Wanna Make Love To You“ (mit Gina Charito)
- 2004 „The Bliss“ (mit „Rebecca Kolland meetz Rens Newland“)
- 2005 „STRONG! >the newland trax <“ (mit Christine Brezovsky & the Rens Newland Band)
- 2021 „Trance of Noiz“ (Andi Steirer) -->